# Esporte Clube Águia Negra
O Esporte Clube Águia Negra é um clube de futebol sediado em Rio Brilhante, no estado de Mato Grosso do Sul. Foi fundado em 31 de maio de 1972 por Iliê Vidal e detém o título de clube do interior que mais vezes venceu o Campeonato Sul-Mato-Grossense, com quatro conquistas.

## História
O Águia Negra foi fundado em 31 de maio de 1972 por Iliê Vidal, uma personalidade política de Rio Brilhante. Firmou-se como uma das principais forças do futebol amador da região de Dourados na década de 1970. Em 1986, o clube iniciou o processo de profissionalização, que somente foi concluído no ano seguinte. Foi declarado utilidade pública estadual em 1990.
Em 2003, participou da primeira divisão estadual graças a uma decisão do Tribunal de Justiça Desportiva, que concedeu liminar em que determina a inclusão do clube, excluído pela Federação por não ter enviado todos os documentos necessários.
Entre 2007 e 2012, o Águia Negra obteve resultados expressivos, incluindo um bicampeonato sul-mato-grossense, e também disputou algumas competições nacionais. O clube voltou a ser campeão estadual em 2019 e 2020.
No entanto, em 2021, com a saúde financeira impactada pela pandemia de COVID-19, a performance dentro de campo caiu e o clube foi eliminado na primeira fase de todas as competições que disputou. No ano seguinte, os resultados foram piores, a ponto de ser rebaixado no estadual.

## Títulos
- Campeonato Sul-Mato-Grossense: 2007,[14] 2012,[14] 2019[14] e 2020.[14]
- Campeonato Sul-Mato-Grossense - Série B: 2001.[15]